# Клостерзанде
Клостерзанде (нід. Kloosterzande) — село в нідерландській провінції Зеландія. Входить до муніципалітету Гюлст.
Його площа становить 16,20 км², а населення станом на 2021 рік складало 3 185 осіб.
Перша згадка про населений пункт датується 1170 роком.

## Галерея

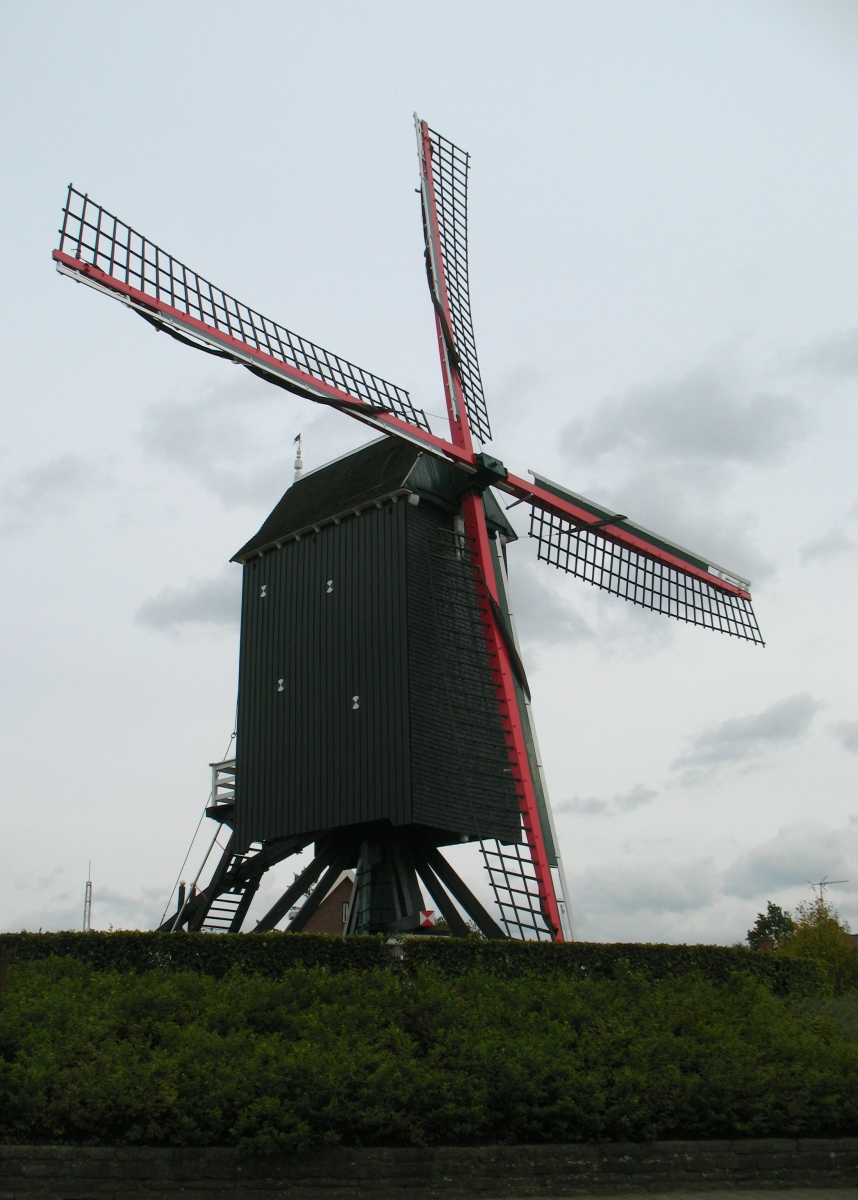
Вітряк у Клостерзанде
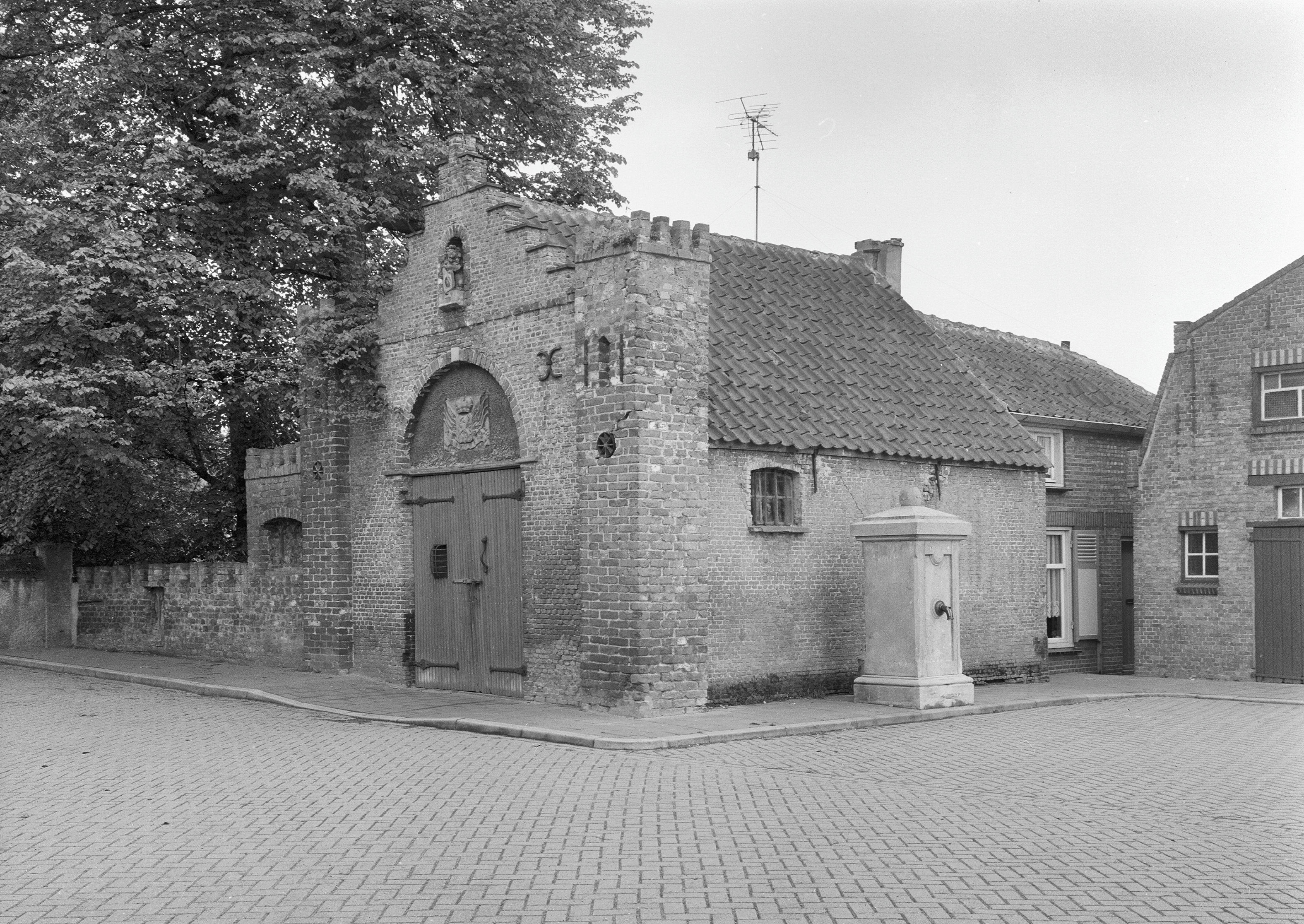
Будівля колишньої мерії
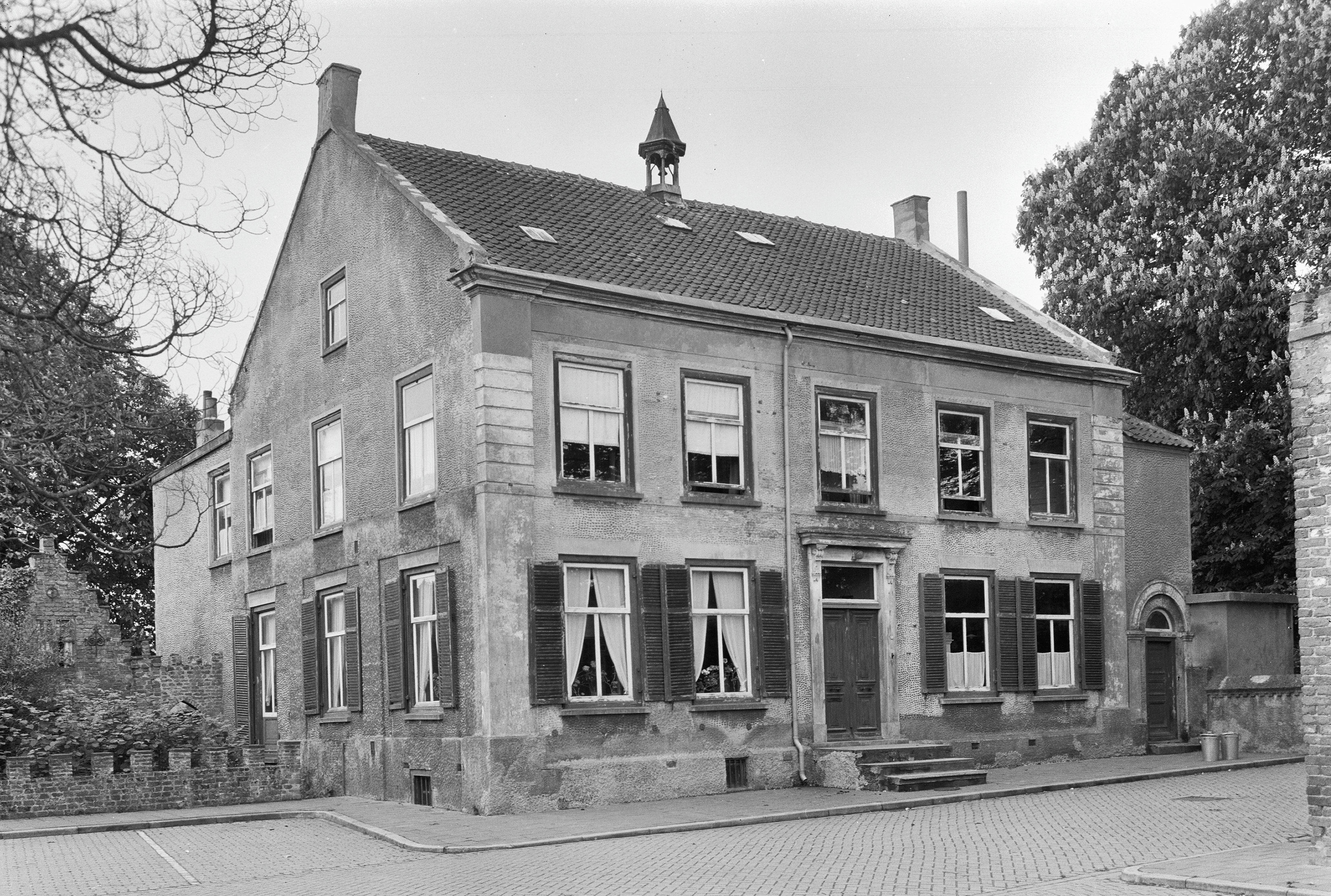
Сільський будинок